# チョベ地区
チョベ地区（英語: Chobe District）は、ボツワナ北部にある地区（ディストリクト）。首府はカサネ。チョベ国立公園が地区内に位置する。
チョベ地区自体はイギリス保護領時代のベチュアナランドからあり、2001年まで存続した。2001年にチョベ地区とンガミランド地区（Ngamiland）が合併して現在のノースウェスト地区（北西地区）となったが、2006年に旧チョベ地区が分離し、現在に至る。

## 地理
ナミビア（カプリビ回廊）、ザンビア、ジンバブエと国境を接する。南にセントラル地区、ノースウェスト地区と接する。

## 行政区画
下位部行政区画であるサブディストリクト（Sub-district）は、チョベのひとつのみが設置されている。

## 人口動態

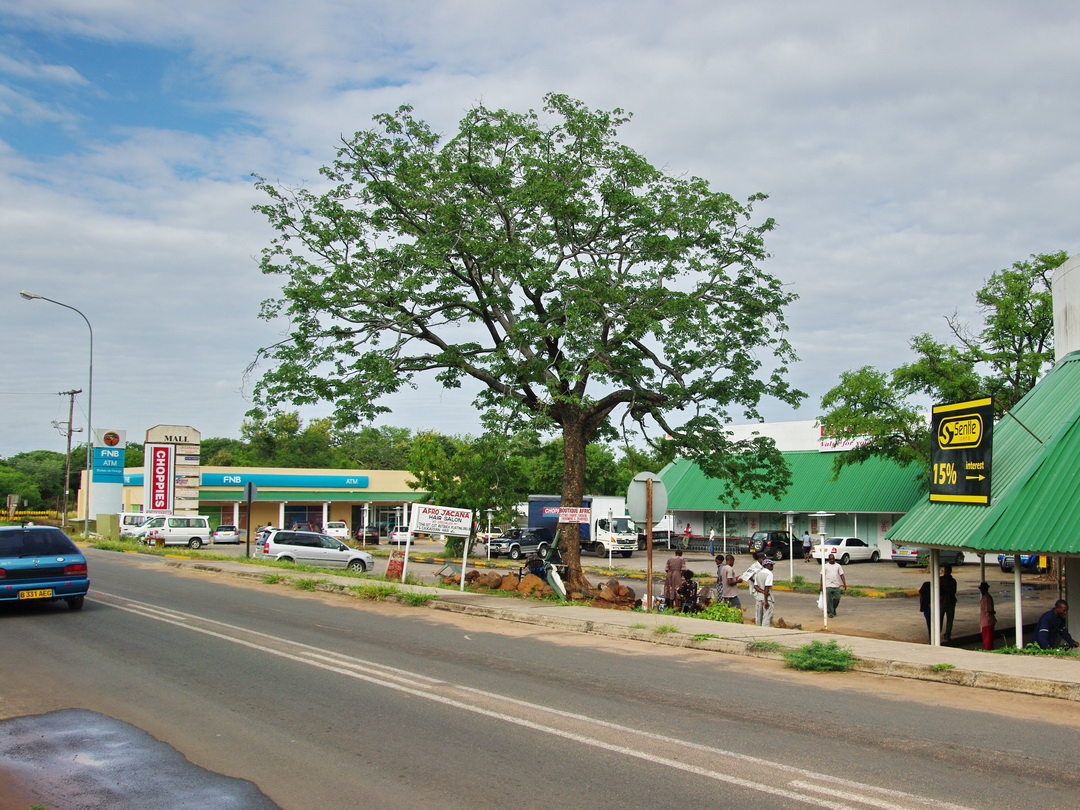
首府カサネ

| 年   | 1936  | 1946  | 1971  | 1981  | 1991   | 2001   | 2011   |
| ---- | ----- | ----- | ----- | ----- | ------ | ------ | ------ |
| 人口 | 2,890 | 5,159 | 5,097 | 7,934 | 14,126 | 18,258 | 23,347 |